# Blood for Mercy
Blood for Mercy – pierwszy album studyjny holenderskiego duetu Yellow Claw, wydany 20 listopada 2015 roku przez Mad Decent. 27 kwietnia 2016 roku pojawiło się wydanie winylowe albumu, a kilka miesięcy później album z remiksami.

## Lista utworów
1. "Roller" (feat. Eyelar) - 3:17
2. "Higher" (feat. Lil' Eddie) - 3:37
3. "For the Thrill" (feat. Becky G) - 4:16
4. "Nightmare" (feat. Pusha T & Barrington Levy) - 4:06
5. "In My Room" (oraz DJ Mustard feat. Ty Dolla $ign & Tyga) - 2:48
6. "Lifetime" (oraz Tiësto feat. Kyler England) - 3:36
7. "Catch Me" (oraz Flux Pavilion feat. Naaz) - 2:42
8. "We Made It" (feat. Lil' Eddie) - 3:42
9. "Feel It" (feat. Naaz) - 3:13
10. "In Champagne" (feat. Maty Noyes) - 3:23
11. "Blood Diamond" (feat. Serebro) - 3:10
12. "Sin City" - 2:36
13. "Bun It Up" (feat. Beenie Man) - 2:52
14. "Wild Mustang" (oraz Cesqeaux feat. Becky G) - 3:47
15. "Ride or Die" (oraz Dirtcaps feat. Kalibwoy) - 3:47
16. "Kaolo Pt. 3" - 3:28